# Mormon Trail
De Mormon Trail (Nederlands: Pad van de Mormonen) is een 2 092 km lange historische route in de Verenigde Staten tussen Nauvoo in de staat Illinois en Salt Lake City in de staat Utah. Meer dan 70 000 mormonen reisden vanaf het begin van de jaren 1840 westwaarts via dit pad, om te ontsnappen aan geloofsvervolging, op weg naar hun nieuw Zion.
Nauvoo was de plaats waar een groot aantal mormonen zich hadden gevestigd maar waar ze door de Amerikaanse overheid uit werden verdreven. De aanleiding was vooral dat de mormonen in de beginperiode het heilig, meervoudig huwelijk praktiseerden (een man mocht met meerdere vrouwen trouwen, dat was zelfs na te streven). Deze vervolgingen bereikten hun hoogtepunt op 27 juni 1844, toen Joseph Smith, de stichter van deze kerk, en zijn broer Hyrum door een woedende menigte werden vermoord. 

## De tocht
Een eerste groep van 13 000 mormonen vertrok in februari 1846 richting Iowa om de winter daarop aan te komen in de streek rond Council Bluffs. In 1847 leidde Brigham Young een groep van 143 mannen, twee vrouwen en drie kinderen naar het Great Salt Lake. Young had geen vaste eindbestemming voor ogen, maar wilde richting het Great Basin trekken dat toen nog geen deel uitmaakte van de Verenigde Staten.
Tot aan de voet van de Rockies kon men terugvallen op de toen al gevestigde routes van de Oregon en California Trail. Het jaar voordien, in 1846, was Lansford Hastings na Fort Bridger direct westwaarts gegaan om zoek naar een kortere route via het Great Salt Lake. Hij volgde Echo Creek en Weber River doorheen Weber Canyon tot aan het Grote Zoutmeer, maar adviseerde reizigers die na hem kwamen (de Donner Party in hetzelfde jaar 1846) om een meer zuidelijke doorsteek van de bergen te proberen. De Donner Party vond een doorsteek over de Wasatch Range via de 2560 meter hoge Big Mountain Pass, Little Mountain en Emigration Canyon. Het was deze weg die Young het jaar erop volgde en die zou uitgroeien tot de Mormon Trail.
Via Emigration Canyon bereikte men de Salt Lake Valley en vandaar uit vestigen de Mormonen talloze nederzettingen in Utah en de staten daaromheen. De kerk vestigde haar hoofdzetel in Salt Lake City. De tocht werd te voet afgelegd, met huifkarren en tussen 1856 en 1860 een aantal zelfs met handkarren. Velen van hen kwamen om voor ze hun eindbestemming bereikten. Ze werden geteisterd door cholera, verdronken bij het oversteken van rivieren, bij ongevallen met huifkarren of door vuurwapens. Het dodental als gevolg van aanvallen door indianen was eerder gering. Na 1860 sponsorde de kerk mormonen die de tocht ondernamen met huifkarren getrokken door ossen.
In het begin waren het vooral inwoners van Illinois die de tocht ondernamen; later volgden vooral mormonen van de Britse eilanden.

## Het landschap
Om mens en dier van water te voorzien, zocht men rivieren op. De rivieren de Platte en de North Platte, oost-west georiënteerd, werden gevolgd. Ze stroomden van het westen naar het oosten, zodat ze niet als vaarweg konden dienen. Men bleef meestal op de zuidelijke oever. Men kon zich ook oriënteren via een aantal herkenningspunten die prominent aanwezig waren in het landschap. Scotts Bluff in Nebraska, Register Cliff, Devil's Gate en Split Rock in Wyoming waren van ver te zien. Een aantal militaire posten die op de route lagen, zoals Fort Kearny en Fort Laramie boden bescherming.

## Galerij

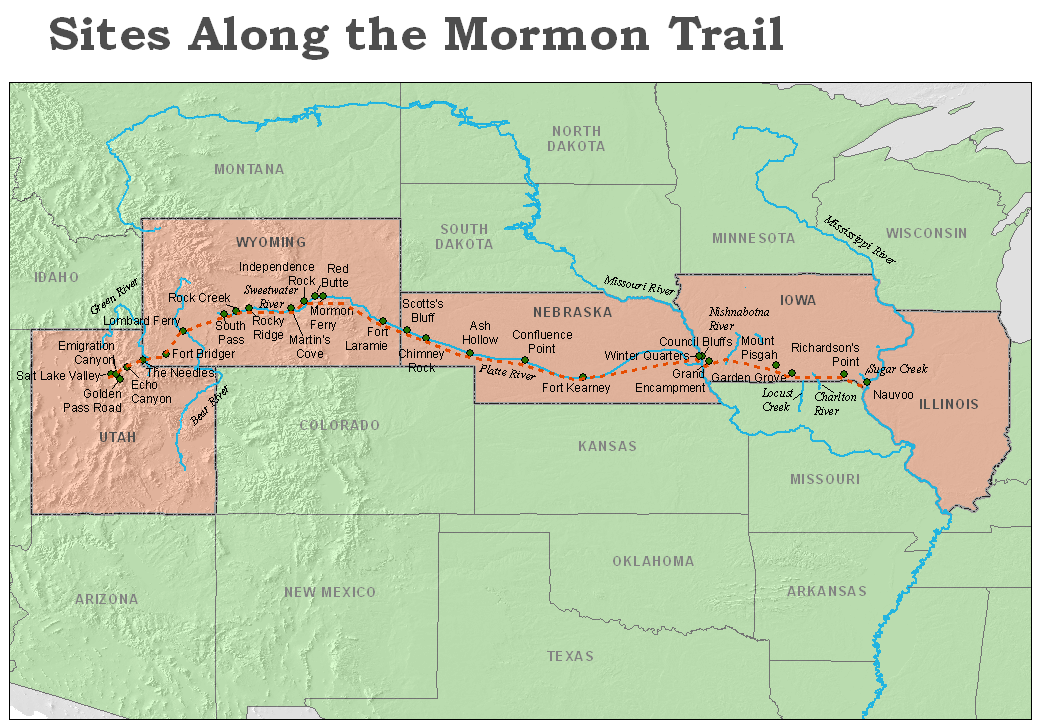
Route en plaatsen langs de Mormon Trail
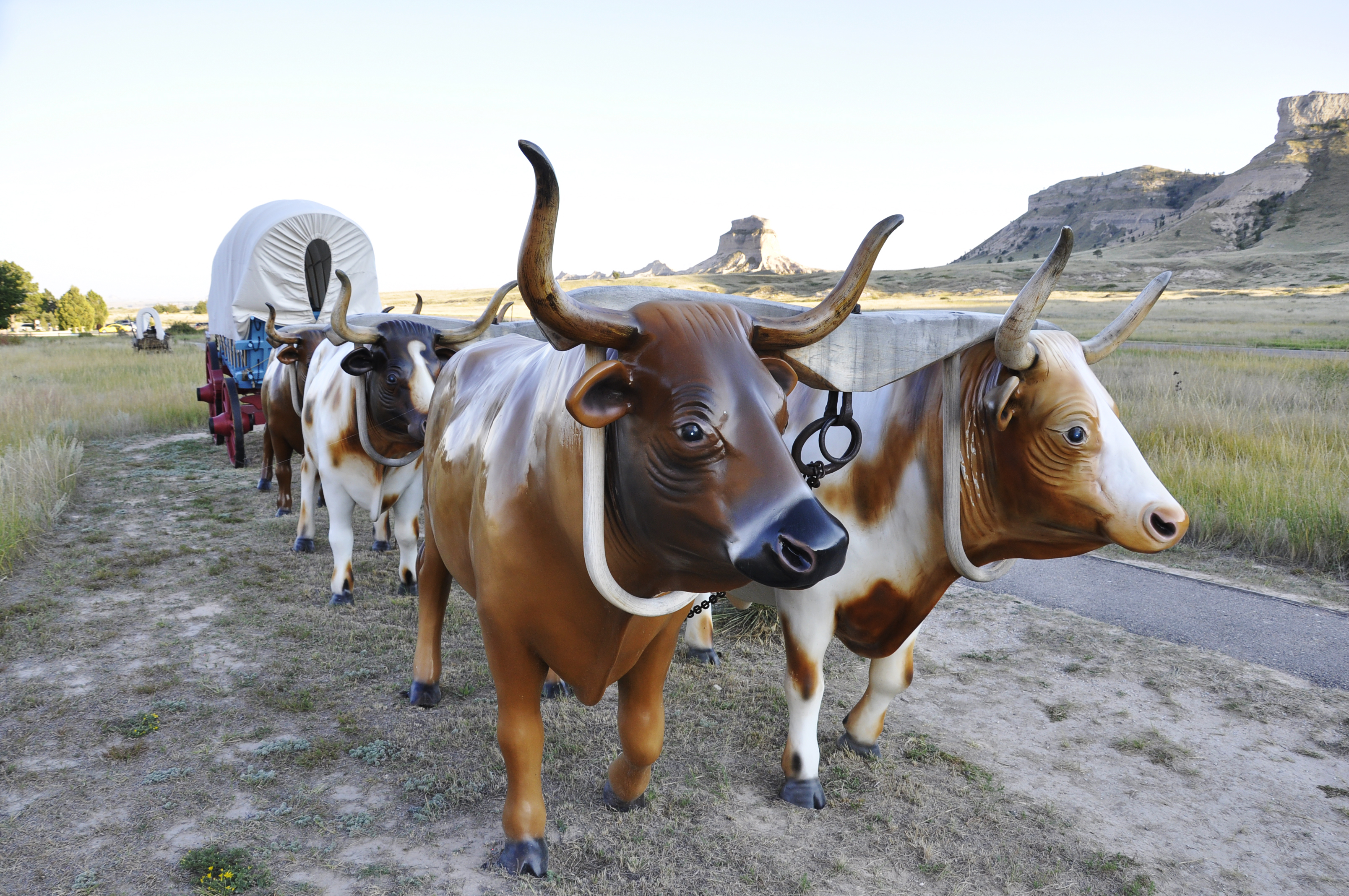
Bij Scotts Bluff National Monument